# C.J. Fogh
Carl Johan Fogh (født 8. december 1824 i Aalborg, død 16. januar 1879 i København) var en dansk skolemand og naturforsker.
Han var søn af adjunkt, senere sognepræst, Hector Frederik Janson Fogh og Frederikke Marie Louise f. Kall. Han blev student 1842 fra Nykøbing Katedralskole, lagde sig efter naturvidenskaberne og blev ved et ophold på Møn som huslærer hendraget til studiet af mineralogi og geognosi (geologi). Han fortsatte dette som amanuensis ved det mineralogiske museum (1850) under Georg Forchhammers vejledning og vandt samme år universitetets guldmedalje for en geognostisk prisopgave. I 1850 tog han også magisterkonferens i naturhistorie, underviste en kort tid i dette fag i københavnske privatskoler og var der efter fra juli 1851 i to år huslærer hos en dansk familie, grosserer og konsul Bech i Poughkeepsie i staten New York. De frie og store forhold i Amerika havde megen indflydelse på hans åndelige udvikling. Tillige førtes han nu ind på det praktiske skolevæsens område og udgav 1854 Et Par Ord om Friskolen i Amerika og den danske Folkeskole. Bogens emne og forfatterens anskuelser vakte opmærksomhed, og med offentlig understøttelse blev han samme år sendt til den internationale skoleudstilling i London for at give oplysninger om de fra Københavns offentlige skolevæsen udstillede sager og tillige gøre sig bekendt med folkeundervisningen i England og Irland. Denne beskrev han i to skrifter 1855.
Han blev i 1854 timelærer, 1856 adjunkt og 1860 overlærer ved Metropolitanskolen med naturhistorie som undervisningsfag. Desuden var han 1858-69 docent i jordbundslære ved Landbohøjskolen. Han døde ugift 16. januar 1879 og oplevede ikke sin promotion til æresdoktor, hvilken skulle have fundet sted ved universitetets 400-årsfest samme år. Venner og tidligere elever oprettede et legat ved Metropolitanskolen til minde om ham.
Som lærer var han afholdt for sin elskværdighed og smukke form og anset for sin klare tanke og anskuelige fremstilling. Som pædagogisk forfatter søgte han – ud fra den anskuelse, at den frie forfatning kun kan blive til velsignelse, når folkets opdragelse er statens hovedformål – at påvise, hvad folkeskolen kunne lære af et praktisk og sundt tænkende folk som amerikanerne og til dels af englænderne. Fogh anbefalede derfor at ansætte særlige tilsynsmænd, oprette "småskoler", indføre sløjd og havedyrkning som skolefag samt matematik og naturvidenskab, især i deres anvendelser på det praktiske liv, derimod at henlægge religionsundervisningen til kirken og hjemmet. Han ville have en mere praktisk seminarieundervisning, bedre skolelokaler og inventar og et folkebibliotek ved hver skole. Også den lærde skole ønskede han reformeret og udtalte sig i Metropolitanskolens programmer og i flere piecer mod undervisningens abstrakt-videnskabelige tendens, hvis mest forkastelige udtryk han fandt i Madvigs Grammatik. Desuden ville han have folkeskolen og den lærde skole satte i organisk forbindelse. Nogle af hans ønsker blev siden virkeliggjorte, andre ikke.
C. J. Foghs betydning for naturvidenskaben beroede navnlig på den virksomhed, han udfoldede som lærer i naturfagene ved Metropolitanskolen og docent i jordbundslære ved Landbohøjskolen. Indholdet af hans på Landbohøjskolen holdt forelæsninger lod han i alt væsentligt gengive i den populære lærebog Geologiens Hovedsætninger (1874). I øvrigt kendes kun to selvstændige geologiske arbejder fra hans hånd, nemlig "Nogle Grafitlokaliteter i Staten New-York" i Naturhistorisk Forenings Meddelelser for 1854 og "Geognostiske Skitser fra Møen" i et program fra Metropolitanskolen (1857). Denne afhandling indeholder nogle afsnit af Foghs i 1850 med universitetets guldmedalje prisbelønnede afhandling. Den vil altid bevare sin betydning som en klar og smuk fremstilling af de omhandlede positive forhold – uanset, at de fremsatte teorier for længst er forældede – da den indeholder flere interessante originale iagttagelser og har taget en del gamle historiske efterretninger med. Som populær naturvidenskabelig forfatter har Fogh udfoldet en fortjenstfuld virksomhed. Han oversatte og bearbejdede Cottas Geologiske Billeder (1859) og var medredaktør af 2. udgave af Nordisk Konversations-Lexikon (1869-1878) og Tidsskrift for populære Fremstillinger af Naturvidenskaben (1854-1879).